# فوينتينيبرو
بلدية فوينتينيبرو (بالإسبانية: Fuentenebro)‏, هي إحدى بلديات مقاطعة برغش, التي تقع في منطقة قشتالة وليون, والتي تقع في شمال غرب إسبانيا.
يبلغ عدد سكانها 197 نسمة وفقاً لإحصائية سنة (2002).